# 기장 수출용 신형 연구로
기장 수출용 신형 연구로는 부산 기장군에 건설중인 신형 연구용 원자로이다.

## 역사
연구용 원자로 건설사업은 2011년부터 2015년까지 2500억원을 들여 20MWt 규모의 연구용 원자로를 건설하는 사업이다. 기장로는 하부구동 제어장치, 판형 핵연료 등 세계 최초로 적용되는 최신기술을 적용한 20MW급 연구용원자로이다.
2010년 7월 12일, 부산시는 교육과학기술부에서 주관하는 수출형 연구용(제4세대형) 원자로 사업을 유치하기 위해 기장군 13만2000m2 규모의 부지를 무상으로 제공하겠다는 내용의 신청서를 제출했다.
완공 시기를 2017년에서 1년 늦췄던 수출용 신형연구로 사업 완공이 2019년으로 또다시 1년 더 늦어지게 됐다. 2017년 4월 이후 착공이 가능하고, 적정 공사 기간 28개월이 지난 2019년 6월 이후에나 전력공급이 가능할 것으로 예측된다.

## 출력
열출력 15MWt이다.

## 판형 핵연료
전기를 생산하는 발전용 원자로는 통상 우라늄-235(U-235)가 5% 이하로 농축된 연료를 사용하는 데 비해, HANARO 같은 경우 19% 이상인 농축 우라늄을 사용하고 있다. 기장 수출용 신형 연구로는 세계최초로 우라늄 몰리브덴 판형 핵연료를 사용할 계획이다. 판형 핵연료는 농축도가 20%인 저농축 연료지만 우라늄 밀도가 높고 출력이 높은 기술로 평가받고 있다.
한편, 한국은 농축도 20% 저농축 우라늄(LEU)를 사용하는 열출력 65MWt SMART-P 소형 경수로를 탑재한, 수중 배수량 3700톤급 KSS-III 핵추진 잠수함을 개발하려고 한다. 기장 연구로는 한국 최초의 농축도 20%인 원자로이다. IAEA는 농축도 20% 저농축 우라늄(LEU)에는 특별한 국제규제를 하지 않으며, 고농축 우라늄(HEU)에만 강력한 규제를 한다.
2015년 11월 3일, 미국 아이다호 국립연구소(INL, en:Idaho National Laboratory)의 연구용 원자로(ATR)에 한국에서 개발한 우라늄 몰리브덴(U-Mo) 판형 핵연료를 장착하고 검증시험에 들어갔다.
U-Mo 핵연료는 기존의 우라늄-실리콘 핵연료보다 우라늄 밀도가 높아 고농축 우라늄 대신 저농축 우라늄을 쓸 수 있다. 세계 최초로 개발된 U-Mo 분말은 단위 부피당 우라늄 밀도를 2배 가까이 높여 농축도 20% 이하의 저농축 우라늄으로도 고성능 효과를 낼 수 있다. 연구용 원자로의 핵연료 교체주기를 현재의 200일에서 300일로 50%가량 늘릴 수 있다. 2017년 말까지 미국에서 성능시험을 끝낼 계획이다.
2013년 10월부터 2017년 6월까지 3년 9개월 간 한미 공동연구를 수행하며 연구비 280만 달러(약 31억4000만원) 전액은 미국 아이다호 국립연구소(INL)가 부담한다.
2009년 현재 한국은 판형 핵연료를 프랑스에서 수입했다. 선진국 수준의 판형핵연료 제조기술 개발을 위해서는 통상적으로 7-8년의 기간이 필요한데, 단기간만에 국산화에 성공했다.
미국에서 성능검증이 완료되면, 국산 판형 핵연료를 국산 원자로와 함께 수출할 수 있게 된다. 핵잠수함 수출이 가능해진다. 2009년 한국이 수주한 요르단 JRTR 연구용 원자로는 판형 핵연료를 사용하는데, 한국은 프랑스산 판형 핵연료를 사용했으나, 앞으로는 국산 판형 핵연료를 수출할 수 있게 되었다.